# Pedro Gómez Labrador
Pedro Gómez Labrador, marqués de Labrador (Valencia de Alcántara, 30 de noviembre de 1764-París, 17 de junio de 1850), fue un diplomático y aristócrata español que representó al Reino de España en el Congreso de Viena (1814-1815) celebrado al culminar las Guerras Napoleónicas en Europa. Labrador no consiguió los objetivos diplomáticos que se le encomendaron: restaurar en las antiguas posesiones españolas de Italia a los Borbones, depuestos por Napoleón Bonaparte, y de restablecer el control de España sobre las posesiones en América, las cuales se habían rebelado contra España durante la Invasión Napoleónica a España.

## Biografía
De familia situada en la nobleza española, estudió Derecho en la Universidad de Salamanca donde se graduó como bachiller en leyes. Fue nombrado juez en la Audiencia de Sevilla en 1793. En 1798 fue designado como enviado plenipotenciario por Carlos IV para asistir al papa Pío VI, que era prisionero de los franceses en Florencia desde febrero de 1798. Tras la muerte de Pío VI en agosto de 1799, Labrador fue nombrado embajador en el Reino de Etruria creado por Napoleón Bonaparte, donde fueron entronizados los Borbón-Parma.
Suprimido el Reino de Etruria en 1807, Labrador volvió a España. Durante la invasión francesa de 1808, Labrador rehusó colaborar con los franceses y se refugió en Cádiz, uniéndose a los liberales españoles que habían formado allí las Cortes de Cádiz, siendo designado ministro de Estado, aunque las ideas de Labrador eran bastante ajenas a las defendidas por las Cortes. En 1812, fue nombrado por Fernando VII secretario de Estado (equivalente al cargo actual de ministro de Asuntos Exteriores).
Opuesto al liberalismo, tras la derrota de los franceses Labrador contribuyó a abolir la Constitución de 1812 y le fue dado el encargo de representar a Fernando VII en los tratados de paz de Viena de 1814-1815, donde fracasó en todos sus encargos, como eran los derechos relativos a la devolución de Luisiana, la restauración de los Borbones en Italia y el reconocimiento del dominio de España sobre sus posesiones americanas sublevadas. El duque de Wellington lo describió como «el hombre más estúpido que he visto en mi vida».
Como persona de poca amabilidad, Labrador no consiguió apoyo a sus demandas en un congreso donde la vida social fue paradigmática y donde le perjudicó la falta de dinero, pues la Corona española nunca le envió subsidios para financiar banquetes ni recepciones. Se dice que su participación en el Congreso de Viena fue tan anodina, que no organizó ni una recepción en su residencia en Viena del palacio Palffy (Josefsplatz). 
Labrador también fracasó por la implicación de sus proyectos: de hecho, Labrador solicitó que el Congreso exigiera a Estados Unidos restituir Luisiana a la Corona española, pero la propuesta fue ignorada por completo. Austria trató de mostrarse como la potencia católica más fiable para el Papado y obstruyó los esfuerzos españoles en sentido contrario, sin que Labrador pudiera impedirlo. Del mismo modo, la petición de Labrador de que el Congreso respaldara materialmente a España en su lucha contra sus colonias americanas fue rechazada, ya que ello hubiese dañado los intereses comerciales de Gran Bretaña, mientras Prusia, Austria y Rusia rehusaban incurrir en tal esfuerzo sólo para beneficiar a España y enemistarse con el gobierno británico.
Labrador rehusó firmar el acta final del Congreso el 9 de junio de 1815 porque las grandes potencias rechazaron incluir un anexo con la protesta de Labrador de que los Borbones no fuesen restablecidos en sus posesiones italianas, ante lo cual el acta fue firmada omitiendo a Labrador. Lo único que obtuvo Labrador en el Congreso fue que, al crearse el minúsculo Ducado de Lucca en Italia, las grandes potencias permitieran reinar allí a la infanta María Luisa de Borbón, hermana de Fernando VII. Finalmente España se sumó al acta final con la firma del Tratado de París (1817).
El marqués de Labrador ha sido casi universalmente condenado por los historiadores por su incompetencia en el Congreso, en el cual España no logró ninguna de sus metas diplomáticas. En algunos libros de historia aparece que fracasó debido a: «... Su mediocridad, su carácter altivo y su total subordinación a los caprichos del círculo íntimo del rey, por lo que no consiguió nada favorable».
Murió en Madrid, mentalmente discapacitado, ciego y arruinado.

## Títulos, órdenes y cargos

### Títulos
- 1829: I Marqués de Labrador.[6][7]

### Órdenes

#### Reino de España
- 1829:  Caballero de la Orden del Toisón de Oro.[6][7]

- Orden de Carlos III
  - 29 de mayo de 1815:  Caballero gran cruz.[6][8]
  - 6 de noviembre de 1800:  Caballero.[6][7]

### Extranjeras
- 1819:[9]  Caballero de la Orden de San Jenaro.[10][6] (Reino de las Dos Sicilias)
- Junio de 1817:  Caballero gran cruz de la Real Orden de San Fernando y el Mérito.[11][6][12] (Reino de las Dos Sicilias)

### Cargos
- Embajador de S.M. Católica ante S.M. el Rey de las Dos Sicilias.[9]
- Embajador de S.M. Católica ante el Congreso de Viena.[7]
- Secretario de Estado de España.[7][13]
- Consejero de Estado.[14][7]

| Predecesor: Ignacio Pezuela (Interino) | Secretario de Estado de España 1812-1813 | Sucesor: Antonio Cano Manuel Ramírez de Arellano (Interino) |